# Idioma himyarita
El himyarita o himyarítico (en árabe: لغة حمير‎ luġat Ḥimyar 'lengua de Himyar') es una lengua extinta que era hablada por los himyaritas que habitaban en lo que actualmente es Yemen, y algunos asentamientos en Eritrea. Otros consideran que la lengua siguió hablándose aún después de la desaparición del reino de Himyar. Se trataba de una lengua semítica meridional que no pertenecía al grupo del antiguo sudarábigo epigráfico (sayhádico), de hecho su clasificación precisa dentro del grupo semítico meridional no se conoce con precisión.

## Aspectos históricos, sociales y culturales

### Historia
Aunque el reino de Himyar fue una importante potencia en el sur de la península arábiga desde el siglo I a. C., el conocimiento que se tiene del idioma himyarítico es muy limitado, porque la mayor parte de las inscripciones oficiales estaban escritas en sabeo, una lengua semítica meridional del grupo sudarábigo epigráfico. Se conocen tres textos en himyarita que parecen textos rimados (sigla ZI 11, Ja 2353 y el Himno de Qaniya). Muchos de los detalles sobre el himyarita se conocen solo por afirmaciones de eruditos árabes de los primeros siglos de la era islámica; de acuerdo con su descripción era una lengua ininteligible para los hablantes de árabe clásico.

### Distribución
A diferencia del antiguo sudarábigo epigráfico, que fue reemplazado por el árabe en el siglo VIII, si no antes el himyarita continuó en uso en las tierras altas del suroeste de Yemen siglos después del surgimiento del Islam. Según Al-Hamdani (893-947), se hablaba en algunas regiones de las tierras altas del oeste de Yemen en el siglo X, aunque las tribus de la costa de Yemen oriental hablaban ya árabe y muchas de las tribus de las tierras altas occidentales hablaban árabe con una fuerte influencia del himyarita. En los siguientes siglos, el himyarita fue completamente reemplazado por el árabe, aunque los modernos dialectos de las tierras árabes muestran evidencias de haber tenido un substrato himyarita.

## Descripción lingüística
El rasgo conocido más característico del himyarita es la presencia del artículo definido am-/an-, que era compartido por algunos antiguos dialectos árabes de la península arábiga. Además, los sufijos de perfecto (conjugación sufijal) en la primera persona del singular y la segunda persona empezaban con k-, mientras que el árabe tiene t-. Esta característica se encuentra también en el antiguo sudarábigo epigráfico, el semítico etiópico y las modernas lenguas sudarábigas. Ambas características también se encuentran en algunos dialectos modernos del árabe yemení, que se conservarían por influencia del himyarita. El artículo am- se encuentra también otras variedades dialectales de árabe modernas.

## Texto
Sólo se conocen algunas pocas frases en himyarita. El ejemplo siguiente se menciona como pronunciado en el 654/5 d. C. en Dhamar. Puesto que se transcribió en escritura árabe sin vocales marcadas, la pronunciación exacta no se conoce; y se da una reconstrucción basada en el árabe clásico.
| Himyarita  | Alfabeto árabe | رايك                                                 | بنحلم                                                | كولدك                                                | ابنا                                                 | من                                                   | طيب                                                  |
| Himyarita  | reconstruido   | raʾay-ku                                             | bi-n-ḥulm                                            | ka-walad-ku                                          | ibn-an                                               | min                                                  | ṭīb                                                  |
| Glosa      | Glosa          | ver-pas.-1.Sg.                                       | en-artícle-sueño                                     | eso-dar.nacimiento-1.Sg.                             | hijo-acusativo                                       | de                                                   | oro                                                  |
| Traducción | Traducción     | “Vi en un sueño que di nacimiento a un hijo de oro.” | “Vi en un sueño que di nacimiento a un hijo de oro.” | “Vi en un sueño que di nacimiento a un hijo de oro.” | “Vi en un sueño que di nacimiento a un hijo de oro.” | “Vi en un sueño que di nacimiento a un hijo de oro.” | “Vi en un sueño que di nacimiento a un hijo de oro.” |